# Kanbun

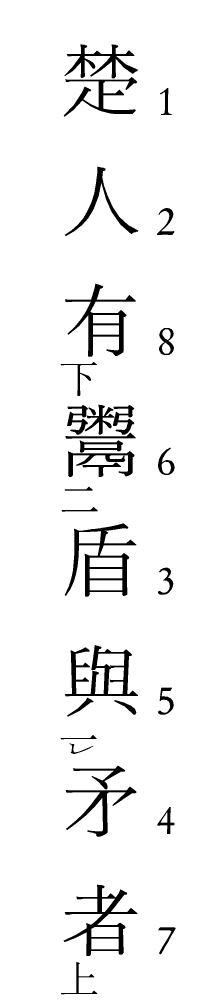
Beispiel, wie ein klassischer chinesischer Text in Japanisch gelesen wird. Die arabischen Zahlen geben die Reihenfolge der Lesung an.

Kanbun (漢文, deutsch „Han-Schrift“, auch „Han-Text(e)“) bezeichnet in chinesischen Schriftzeichen verfasste Literatur in Japan. Zudem handelt es sich dabei um klassisches Chinesisch.
Sehr alte Texte in Japan waren komplett oder größtenteils auf Chinesisch verfasst, wenngleich sich mit den Man’yōgana auch sehr frühe Versuche zeigen, die Schriftzeichen nur mit dem Lautwert zur Bezeichnung der Aussprache des damaligen Japanisch zu gebrauchen. Später wurde Kanbun fast nur noch in religiösen Zusammenhängen genutzt, war aber weiterhin wichtig, um mit Chinesen zu kommunizieren. Da die japanischen Kanji weitestgehend den chinesischen Langzeichen entsprechen, können chinesische Texte (theoretisch) auch von Japanern gelesen werden. Allerdings ist die japanische Grammatik eine völlig andere als die chinesische Grammatik. Das betrifft auch die Wortstellung, im Japanischen steht etwa das Verb am Ende des Satzes.

## Historische Entwicklung
Früheste überkommene japanische Werke, wie das Nihon Ryōiki (um 820) und die sechs Reichsgeschichten, sind ganz im chinesischen Stil abgefasst (sogenannte Hakubun 白文 „weiße Texte“). Später kamen die Lesehilfen, von denen sich mehrere Systeme herausbildeten, anfangs die kaeriten (返点, „Umdrehungspunkte“) zur Bestimmung der Wortreihenfolge. Bei den okoto-ten (ヲコト点) wurden hauptsächlich die Symbole „–“, „丨“, „•“ und „└“ in bestimmter Weise um die Schriftzeichen herum oder zwischen ihnen angeordnet. Dann stellten sie eine bestimmte japanische Silbe dar, vorrangig grammatische Partikeln. Weiterhin gab es kuntenbun (訓点文), Texte mit Anweisungszeichen, von denen es wiederum etliche Varianten gab. Ein einheitliches Kanbun als solches gab es nicht. Weiterhin wurden Zeichen auch nach ihrem Lautwert wiedergegeben, z. B. 陀羅尼 da-ra-ni für das aus dem Sanskrit stammende Dharani (= Mantra).
Noch in der Meiji-Zeit schrieben japanische Gelehrte Kanbun. Gesetzestexte wurden noch bis zum Ende des Zweiten Weltkriegs in diesem Stil herausgegeben.

## Varianten
Um die Wörter in die japanische Reihenfolge zu bringen, werden zu den Schriftzeichen Markierungen hinzugefügt, die die Lesereihenfolge kennzeichnen. Um den Satz des Han Fei

„楚人有鬻盾與矛者“

„Es gab einen Menschen aus Chu, der Schilde und Speere verkaufte.“

nach dem Prinzip kanbun kundoku (漢文訓読) leichter japanisch zu lesen, wird er folgendermaßen markiert:

「楚人有下鬻二盾與一レ矛者上」

Mit Hilfe der Markierungen werden die Zeichen nun gedanklich so umgeordnet, dass sie der japanischen Wortstellung entsprechen. Hierbei wird zuerst die Vertauschungsmarkierung (レ) betrachtet. Sie positioniert das Zeichen 矛 vor dem Zeichen 與. Die Markierung „unten“ (下) hinter dem Zeichen 有 zeigt an, dass dieses Zeichen hinter das mit „oben“ (上) markierte Zeichen 者 wandert. Ebenso wandert das mit „zwei“ (二) markierte Zeichen 鬻 hinter das (zusätzlich zum bereits angesprochenen レ auch) mit „eins“ (一) bezeichnete Zeichen 與. Gedanklich ergibt sich damit die Reihenfolge:

「楚人盾矛與鬻者有」

In der herkömmlichen japanischen Schreibung würde der Text folgendermaßen geschrieben und gelesen:

「楚人に盾と矛とを鬻ぐ者有り。」

„So-hito ni tate to hoko to o hisagu mono ari.“

## Unicode
Hauptartikel: Unicodeblock Kanbun
Seit der 1993 erschienenen Version 1.1 sind die Kanbun-Markierungen Teil des Unicode-Standards. Es handelt sich hierbei um eine Kodierung der oben beschriebenen Annotationszeichen, welche die japanische Leseordnung des chinesischen Textes anzeigen. Bei den Zeichen handelt es sich um die Verknüpfungsmarkierung (㆐) sowie um fünf verschiedene Arten von kaeriten:
1. Vertauschungsmarkierung (㆑)
2. Zahlen (㆒㆓㆔㆕) „eins, zwei, drei, vier“
3. Positionsangaben (㆖㆗㆘) „oben, mitte, unten“
4. Himmelsstämme (㆙㆚㆛㆜) „erster, zweiter, dritter, vierter Himmelsstamm“
5. Ebenen (㆝㆞㆟) „Himmel, Erde, Mensch“

Die Zeichen sind im Block von U+3190 bis U+319F kodiert:
|        | 0  | 1  | 2  | 3  | 4  | 5  | 6  | 7  | 8  | 9  | A  | B  | C  | D  | E  | F  |
| ------ | -- | -- | -- | -- | -- | -- | -- | -- | -- | -- | -- | -- | -- | -- | -- | -- |
| U+319x | ㆐ | ㆑ | ㆒ | ㆓ | ㆔ | ㆕ | ㆖ | ㆗ | ㆘ | ㆙ | ㆚ | ㆛ | ㆜ | ㆝ | ㆞ | ㆟ |

## Lehrbücher
- Astrid Brochlos: Kanbun 漢文の基礎 – Grundlagen der klassischen sino-japanischen Schriftsprache. Harrassowitz, Wiesbaden 2004, ISBN 3-447-04902-2; Serientitel: Asien- und Afrika-Studien der Humboldt-Universität zu Berlin, 16, ISSN 0948-9789
- Sydney Crawcour: An introduction to kambun. University of Michigan, Ann Arbor 1965 (Digitalisat)
- Inge-Lore Kluge, Hannelore Eisenhofer-Halim (Hrsg.): 漢文 Kanbun – Ein Lehr- und Übungsbuch. Peter Lang, Frankfurt 1997, ISBN 3-631-31412-4;  Serientitel: Europäische Hochschulschriften Reihe 27, Band 62, ISSN 0721-3581
- Bruno Lewin: Abriß der japanischen Grammatik. Harrassowitz, Wiesbaden 1959
- Jan Pierson: Key to Classical Japanese – a List of Inflected and Uninflected Suffixes and Particles of th 7th and 8th Century. Brill, Leiden 1956